# Victoriano López García
Victoriano López García (n. Mondoñedo, Lugo; 1910 - f. Madrid; 1995) fue el primer director del Instituto de Investigaciones y Experiencias Cinematográficas (IIEC).

## Trayectoria
Estudia Ingeniería Industrial en Bilbao.
Su afición por el cine y sus estudios técnicos sobre la materia, le llevan a promover una serie de iniciativas, desde la Escuela de Ingenieros Industriales de Madrid, que hacen de este centro punto de referencia para la enseñanza y el estudio cinematográfico. Aprovechando su jefatura en la Subcomisión Reguladora de Cine y con el apoyo de la peña de amigos que se reunía en el bar “la Elipa”, de Madrid, crean, en 1947, el Instituto de Investigaciones y Experiencias Cinematográficas, del que será su primer director. Al mismo tiempo, funda y dirige la revista “Cine Experimental”. Ocupa diferentes cargos, siempre relacionados con el cine, y continúa con su labor docente y de investigación.